# Esgrima nos Jogos Pan-Americanos de 2023 - Espada por equipes feminino
O evento da espada por equipes feminino da esgrima nos Jogos Pan-Americanos de 2023 foi disputado em 4 de novembro de 2023 no Centro de Esportes Paralímpicos, localizado no cluster do Estádio Nacional. Um total de 24 esgrimistas de oito Comitês Olímpicos Nacionais (CON) participaram da competição.

## Calendário
Horário local (UTC−3).
| Data          | Hora  | Fase                                        |
| ------------- | ----- | ------------------------------------------- |
| 4 de novembro | 11:00 | Quartas de final                            |
| 4 de novembro | 12:40 | Semifinais Classificação 5º–8º lugar        |
| 4 de novembro | 14:20 | Disputa pelo 7º lugar Disputa pelo 5º lugar |
| 4 de novembro | 16:00 | Disputa pelo bronze                         |
| 4 de novembro | 17:30 | Final                                       |

## Medalhistas
|  | BRA Brasil                                        |  | CAN Canadá                                   |  | VEN Venezuela                                   |
|  | Amanda Simeão Nathalie Moellhausen Victoria Vizeu |  | Alexanne Verret Ruien Xiao Leonora MacKinnon |  | Eliana Lugo Lizzie Asis María Gabriela Martínez |

## Resultados
A competição foi disputada em apenas um dia, no formato eliminatório direto, até a definição das medalhistas.
|  | Quartas de final | Quartas de final |            |    | Semifinais          | Semifinais          |  |  | Final | Final |
|  |                  |                  |            |    |                     |                     |  |  |       |       |
|  |                  |                  |            |    |                     |                     |  |  |       |       |
|  |                  |                  |            |    |                     |                     |  |  |       |       |
|  | CAN Canadá       | 45               |            |    |                     |                     |  |  |       |       |
|  | CAN Canadá       | 45               |            |    |                     |                     |  |  |       |       |
|  | CRC Costa Rica   | 25               |            |    |                     |                     |  |  |       |       |
|  | CRC Costa Rica   | 25               | CAN Canadá | 45 |                     |                     |  |  |       |       |
|  |                  |                  | CAN Canadá | 45 |                     |                     |  |  |       |       |
|  |                  | MEX México       | 31         |    |                     |                     |  |  |       |       |
|  | MEX México       | MEX México       | 31         | 39 |                     |                     |  |  |       |       |
|  | MEX México       |                  |            | 39 |                     |                     |  |  |       |       |
|  | ARG Argentina    | 36               |            |    |                     |                     |  |  |       |       |
|  | ARG Argentina    | 36               | CAN Canadá | 40 |                     |                     |  |  |       |       |
|  |                  |                  | CAN Canadá | 40 |                     |                     |  |  |       |       |
|  |                  | BRA Brasil       | 45         |    |                     |                     |  |  |       |       |
|  | BRA Brasil       | BRA Brasil       | 45         | 45 |                     |                     |  |  |       |       |
|  | BRA Brasil       |                  |            | 45 |                     |                     |  |  |       |       |
|  | COL Colômbia     | 34               |            |    |                     |                     |  |  |       |       |
|  | COL Colômbia     | 34               | BRA Brasil | 45 |                     |                     |  |  |       |       |
|  |                  |                  | BRA Brasil | 45 |                     |                     |  |  |       |       |
|  |                  | VEN Venezuela    | 35         |    | Disputa pelo bronze | Disputa pelo bronze |  |  |       |       |
|  | CHI Chile        | VEN Venezuela    | 35         | 32 | Disputa pelo bronze | Disputa pelo bronze |  |  |       |       |
|  | CHI Chile        |                  |            | 32 |                     |                     |  |  |       |       |
|  | VEN Venezuela    | 44               |            |    |                     |                     |  |  |       |       |
|  | VEN Venezuela    | 44               | MEX México | 42 |                     |                     |  |  |       |       |
|  |                  |                  |            |    |                     |                     |  |  |       |       |
|  | VEN Venezuela    | 45               |            |    |                     |                     |  |  |       |       |
|  | VEN Venezuela    | 45               |            |    |                     |                     |  |  |       |       |

Classificação 5º–8º lugar
|  | Classificação 5º–8º | Classificação 5º–8º |                       |    | Disputa pelo 5º lugar | Disputa pelo 5º lugar |
|  |                     |                     |                       |    |                       |                       |
|  |                     |                     |                       |    |                       |                       |
|  |                     |                     |                       |    |                       |                       |
|  | ARG Argentina       | 45                  |                       |    |                       |                       |
|  | ARG Argentina       | 45                  |                       |    |                       |                       |
|  | CRC Costa Rica      | 29                  |                       |    |                       |                       |
|  | CRC Costa Rica      | 29                  | ARG Argentina         | 45 |                       |                       |
|  |                     |                     | ARG Argentina         | 45 |                       |                       |
|  |                     | COL Colômbia        | 37                    |    |                       |                       |
|  | CHI Chile           | COL Colômbia        | 37                    | 29 |                       |                       |
|  | CHI Chile           |                     |                       | 29 |                       |                       |
|  | COL Colômbia        | 45                  |                       |    |                       |                       |
|  | COL Colômbia        | 45                  | Disputa pelo 7º lugar |    |                       |                       |
|  |                     |                     |                       |    |                       |                       |
|  |                     |                     |                       |    |                       |                       |
|  |                     |                     |                       |    |                       |                       |
|  | CRC Costa Rica      | 41                  |                       |    |                       |                       |
|  | CRC Costa Rica      | 41                  |                       |    |                       |                       |
|  | CHI Chile           | 45                  |                       |    |                       |                       |

## Classificação final
| Pos.              | CON            | Esgrimistas                                           |
| ----------------- | -------------- | ----------------------------------------------------- |
| Medalha de ouro   | BRA Brasil     | Amanda Simeão Nathalie Moellhausen Victoria Vizeu     |
| Medalha de prata  | CAN Canadá     | Alexanne Verret Ruien Xiao Dylan French               |
| Medalha de bronze | VEN Venezuela  | Eliana Lugo Lizze Asis María Gabriela Martínez        |
| 4                 | MEX México     | María Fernanda Morales Frania Tejeda Sheila Tejeda    |
| 5                 | ARG Argentina  | Melisa Englert Datev Nahapetyan Clara Isabel Di Tella |
| 6                 | COL Colômbia   | Laura Castillo Carmen Correa María Jaramillo          |
| 7                 | CHI Chile      | Paula Vásquez Analía Fernández Ignacia Cifuentes      |
| 8                 | CRC Costa Rica | Anghella Brilla Karina Dyner Daniela Jurado           |